# Denver Sundowns FC
El Denver Sundowns Football Club és un club de futbol swazi de la ciutat de Manzini. Entre 2005 i 2019 s'anomenà Manzini Sundowns.

## Palmarès
- Lliga swazi de futbol:[2]

1989, 1990
- Copa swazi de futbol:[3]

1988, 1991, 1992
- Charity Cup swazi de futbol:[3]

1992, 2000, 2011, 2012
- Trade Fair Cup swazi de futbol:[3]

1990, 1992, 1998, 2006